# 陈火旺
陈火旺（1936年1月19日—2008年2月2日），福建安溪人，计算机软件专家，中国工程院院士。中国第一代超级计算机银河1号巨型机软件总负责人。2008年2月2日在长沙逝世。
1956年毕业于复旦大学数学系。毕业后历任复旦大学、长沙工学院、国防科大助教、讲师、教授等职务。1970年代初主持设计成功中国第一个Fortran编译系统。1979至1983年任银河1号软件总负责人。1990年，被授予少将军衔。1997年，获选中国工程院信息与电子工程学部院士。

## 著作
《编译原理》

## 荣誉
1984年中央军委国防科技成果特等奖
1991年、1993年国防科工委科技进步奖一等奖